# Число Ньютона (физика)
Число Ньютона (Ne или Nt) — критерий подобия в механике, выражающий отношение работы внешних сил к кинетической энергии тела. Этот критерий также известен как силовое число, или число мощности.
Число Ньютона можно определить двумя способами. Для твёрдого тела:
{\displaystyle {\text{Ne}}={\frac {F\,t^{2}}{m\,L}}.}
Для сплошной среды:
{\displaystyle {\text{Ne}}={\frac {F\,}{\rho \,L^{2}\,v^{2}}},}
где
{\displaystyle m} — масса тела;
{\displaystyle \rho } — его плотность;
{\displaystyle F} — внешняя сила;
{\displaystyle L} — характеристическая длина;
{\displaystyle v} — скорость.
Этот критерий назван в честь Исаака Ньютона.